# 2470 Аґемацу
2470 Аґемацу (1976 UW15, 1940 LA, 1971 SV1, 1973 AU, 1976 SW5, 1981 WH4, 2470 Agematsu) — астероїд головного поясу, відкритий 22 жовтня 1976 року.
Тіссеранів параметр щодо Юпітера — 3,289.